# FC Schaffhausen
FC Schaffhausen – szwajcarski klub piłkarski z siedzibą w Szafuzie, założony w 1896, występujący w Swiss Promotion League. Jeden z najstarszych klubów piłkarskich w Szwajcarii.

## Historia
Klub został założony w 1896 pod nazwą Football-Club Victoria i jest jednym z najstarszych klubów w Szwajcarii. W swojej historii przez 54 lata występował w II lidze. Natomiast w 1955 po raz pierwszy awansował do szwajcarskiej ekstraklasy. Grał w niej do 1957, a następnie także w latach 1961–1964, 1983–1984 oraz 2004–2007 i wtedy też po raz kolejny spadł do drugiej ligi. Dwukrotnie w swojej historii Schaffhausen awansował do finału Pucharu Szwajcarii w latach 1988 i 1994 – dwukrotnie przegrał w nim z Grasshoppers Zurych.

## Osiągnięcia
- Challenge League:
  - 1. miejsce (1): 2004
- Puchar Szwajcarii:
  - Finalista (2): 1988, 1994

## Reprezentanci kraju grający w klubie
- Fabio Coltorti
- Stephan Lehmann
- Eugen Meier
- Milaim Rama
- Darko Miladin
- Christ Bongo
- Louis Crayton
- Vaidotas Slekys
- Alassane Toure
- Jupp Derwall
- Edith Agoye
- Roberto Di Matteo
- Newton Ben Katanha